# Boguchwałowice
Boguchwałowice is een plaats in het Poolse district  Będziński, woiwodschap Silezië. De plaats maakt deel uit van de gemeente Mierzęcice en telt 500 inwoners.